# Nightlife
Nightlife – czwarty studyjny album irlandzkiej grupy Thin Lizzy. Został wydany w listopadzie 1974 roku przez wytwórnię płytową Mercury Records. Producentami krążka są Phil Lynott, wokalista i basista zespołu oraz Ron Nevison. Materiał rejestrowano w dwóch studiach, najpierw w kwietniu w Worthing, a później w Londynie, między lipcem a październikiem 1974 roku. Całość trwa 37 minut i 21 sekund. Na krążku znajduje się 10 rockowych utworów. Singlem promującym płytę była piosenka "Philomena". Płyta dostała 3/5 gwiazdek od AllMusic.

## Lista utworów
| 1.  | "She Knows" (Gorham, Lynott)      | 5:13  |
|     |                                   |       |
| 2.  | "Night Life" (Lynott)             | 3:57  |
|     |                                   |       |
| 3.  | "It's Only Money" (Lynott)        | 2:47  |
|     |                                   |       |
| 4.  | "Still in Love With You" (Lynott) | 5:40  |
|     |                                   |       |
| 5.  | "Frankie Carroll" (Lynott)        | 2:02  |
|     |                                   |       |
| 6.  | "Showdown" (Lynott)               | 4:32  |
|     |                                   |       |
| 7.  | "Banshee" (Lynott)                | 1:27  |
|     |                                   |       |
| 8.  | "Philomena" (Lynott)              | 3:41  |
|     |                                   |       |
| 9.  | "Sha La La" (Downey, Lynott)      | 3:27  |
|     |                                   |       |
| 10. | "Dear Heart" (Lynott)             | 4:35  |
|     |                                   |       |
|     |                                   | 37:21 |
|     |                                   |       |

## Twórcy
- Brian Downey – perkusja
- Scott Gorham – gitara
- Phil Lynott – wokal, bass, gitara i produkcja
- Brian Robertson – gitara i wokal wspomagający
- Frankie Miller – wokal w "Still In Love With You"
- Gary Moore – gitara prowadząca w "Still In Love With You"
- Ron Nevison – produkcja